# GMS Medizin – Bibliothek – Information
GMS Medizin – Bibliothek – Information ist eine bibliothekarische Fachzeitschrift und das Organ der Arbeitsgemeinschaft für Medizinisches Bibliothekswesen. Vorgängertitel war Medizin – Bibliothek – Information. GMS Medizin – Bibliothek – Information ist die einzige medizinbibliothekarische Zeitschrift im deutschsprachigen Raum. Sie erscheint seit 2006 dreimal pro Jahr (April, August, Dezember) elektronisch unter der Open-Access-Plattform German Medical Science (gms). Als Chefredakteur fungierte bis zu seinem Tod 2020 Bruno Bauer (Wien), seitdem ist sie vakant. Jede Ausgabe ist einem Schwerpunktthema bzw. der jeweiligen Jahrestagung gewidmet.
Die Artikel in der Zeitschrift erscheinen Open Access und unter einer Creative-Commons-Lizenz. Sämtliche Beiträge von Medizin – Bibliothek – Information werden laufend im Directory of Open Access Journals (DOAJ Content) erfasst.